# Kenta Wakabayashi

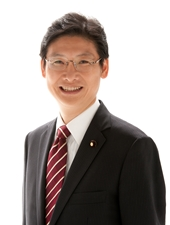
Kenta Wakabayashi

Kenta Wakabayashi (jap. 若林 健太 Wakabayashi Kenta; * 11. Januar 1964 in Nagano, Präfektur Nagano) ist ein japanischer Politiker der Liberaldemokratischen Partei (LDP), ältester Sohn und von 2010 bis 2016 für eine Amtszeit Nachfolger von Masatoshi Wakabayashi (Machimura-, spätere Abe-Faktion) als Abgeordneter für die Präfektur Nagano im Sangiin, dem Oberhaus des nationalen Parlaments. Von 2021 bis 2024 war er für den 1. Wahlkreis der Präfektur Nagano Mitglied des Shūgiin, des nationalen Unterhauses.
Wakabayashi, Absolvent der wirtschaftswissenschaftlichen Fakultät der Keiō-Universität, eröffnete 1991 ein Buchhaltungsbüro in der Stadt Nagano. 2005 absolvierte er ein Graduiertenstudium an der Waseda-Universität als kōkyō keiei shūshi (engl. Master of Public Management). 2007 wurde er Sekretär seines Vaters als Landwirtschaftsministers.
Bei der Sangiin-Wahl 2010 bewarb sich Wakabayashi in Nagano (zwei Mandate pro Wahl) als LDP-Kandidat um die Nachfolge seines im April zurückgetretenen Vaters. Er erhielt 26,4 % der Stimmen und damit mit rund 3.000 Stimmen Vorsprung auf Verteidigungsminister Toshimi Kitazawa (DPJ) den höchsten Stimmenanteil. In seiner ersten Amtszeit war er unter anderem Mitglied der Wirtschafts- und Verwaltungsaufsichtsausschüsse. Von 2012 bis 2013 (Kabinett Shinzō Abe II) war er parlamentarischer Sekretär (daijin seimukan) im Außenministerium. Im Januar 2016 wurde er Vorsitzender des Landwirtschaftsausschusses.
Bei einer Neuverteilung der Sangiin-Sitze auf die Präfekturen verlor Nagano zur Wahl 2016 einen Sitz pro Wahl und wurde somit Einmandatswahlkreis. Sein bisheriger Mitamtsinhaber Kitazawa trat nicht mehr an. Wakabayashi unterlag mit 45,7 % der Stimmen Neuling Hideya Sugio mit 52,5 % als Einheitsfrontkandidat der Opposition (nominiert von der Minshintō, unterstützt von Kommunisten und Sozialdemokraten).
Bei der Shūgiin-Wahl 2021 nominierte die LDP Wakabayashi als Kandidaten im Wahlkreis Nagano 1, den die LDP seit 2005 nicht mehr gewonnen hatte, gegen Takashi Shinohara (KDP). Wakabayashi setzte sich knapp durch. 2024 unterlag er Shinohara und schied aus dem Parlament aus; im Zuge des Kickback-Skandals um die Abe-Faktion blieb er zwar LDP-Kandidat, war aber von einer Doppelkandidatur bei der Verhältniswahl ausgeschlossen.